# تيمور خاميتوف
تيمور خاميتوف (بالروسية: Хамитов, Тимур Расихович)‏ هو لاعب كرة قدم روسي في مركز الوسط، ولد في 4 أبريل 1984 في أوفا في روسيا. لعب مع شينيك ياروسلافل ونادي سلافيا-موزير.